# Varacine
Varacine is een bicyclische organozwavelverbinding die voor het eerst geïsoleerd is uit in zee levende zakpijpen van het geslacht Polycitor. De verbinding bevat de ongebruikeleijke pentathiepine-ring (een 7-ring met daarin 5 zwavelatomen), die reageert met DNA. Varacine en synthetische varianten zijn onderzocht op hun anti-microbiotische en anti-tumor-eigenschappen. De mogelijk belangrijke biologische en medische eigenschappen en de ongewone, en de in synthetisch chemisch opzicht uitdagende ringstructuur maken varacine een populair doelwit voor totaalsyntheses.